# Таксидиот
Таксидиот (от новогр. ταξιδιώτης, „пътник“) се нарича пътуващ православен монах, който събира помощи, доброволни пожертвувания за манастир. Същевременно таксидиотът изпълнява мисионерски и общопросветителски функции, свързани най-вече с християнската религия. Според архимандрит Климент Рилец „изпращането на един манастирски брат за духовник (таксидиот) става след продължителна подготовка в манастира, при пълна телесна и духовна зрелост“, т.е. за тази мисия са определяни ерудирани и добре подготвени свещенослужители. Таксидиотската служба е най-разпространена по времето на Османското владичество и най-вече през Възраждането.
Таксидиотът е монах, който пътува и събира дарения за църквата или като Паисий Хилендарски, събирал информация за книгата си. Известни таксидиоти са Йосиф Брадати, Паисий Хилендарски, Неофит Бозвели, Антим Видински, Иларион Макариополски.
Като съвременен пример за таксидиот, може да бъде посочен Дядо Добри (макар той да не е бил монах).

## Любопитно
- Литературният герой „Рилският монах“ от романа „Железният светилник“ на Димитър Талев е таксидиот (макар да не е упоменат с този термин, а това да е указано описателно). В това произведение, в художествена форма и персонализирано, е представена будителската роля, която имат пътуващите монаси в българското общество преди Освобождението.[2]

- След смъртта на баща си, бъдещият български революционер Васил Левски, заживява и приема послушнически сан при вуйчо си архимандрит Хаджи Василий, таксидиот на Хилендарския манастир в Карлово и Стара Загора (живее при него в периода 1855-1861 г.). Левски го придружава в таксидиотската му мисия в Ст. Загора през 1855-1858 г. На 7 декември 1858 г. в Сопотския манастир бъдещият апостол е подстриган за монах, а на следващата, 1859 г., е ръкоположен от пловдивския епископ Паисий в чин йеродякон.[3]